# Reeves (Louisiana)
Reeves è un comune degli Stati Uniti d'America, situato nello Stato della Louisiana, in particolare nella parrocchia di Allen.